# Мічиган
Мічига́н (англ. Michigan МФА: [ˈmɪʃɪgən]) — штат на півночі центральної частини США, в районі Великих Озер. Слово «misshikama» мовою оджибве означає «велике озеро»
Загальна площа 250 493 км², в тому числі суші — 147 121 км² (58,7 %).
Населення 9 876 187 (2011) мешканців; адміністративний центр Лансинг, головні міста та економічний центр Детройт (міська агломерація зосереджує 48 % населення штату), Флінт та інші.
Мічиган складається з двох півостровів: густо вкритого лісом Верхнього півострова (зазвичай його називають «U.P.»), який простягається на схід від північного Вісконсіна, і більш населеного Нижнього півострова, що тягнеться на північ від Огайо та Індіани. Півострови розділені Макінакською протокою, яка з'єднує озера Мічиган і Гурон, і з'єднані 5-мильним Макінакським мостом, що пролягає вздовж межштатної автомагістралі 75. Межує з чотирма з п'яти Великих озер і озером Сент-Клер, Мічиган має найдовшу прісноводну берегову лінію серед усіх політичних підрозділів США - 3 288 миль. Штат посідає друге місце після Аляски за площею водного покриття в квадратних милях і перше місце у відсотковому відношенні, приблизно 42%, а також містить 64 980 внутрішніх озер і ставків.
У 17 столітті французькі дослідники оголосили регіон Великих озер Новою Францією, хоча ця територія вже тисячоліттями була заселена корінними народами, такими як оджибве, одава, потаватомі та в'яндот. Французькі поселенці та метиси заснували форти і поселення. Дехто стверджує, що назва регіону походить від слова оджибве ᒥᓯᑲᒥ (mishigami),[c] що означає «велика вода» або «велике озеро», тоді як інші кажуть, що вона походить від племені мішікен з острова Макінак, який історик з Оттави Ендрю Блекберд також називав Мічінемакінавго, чиї навколишні землі називали Мішікен-імакінаком, згодом скоротивши його до Мічілімакінак. Після поразки Франції у Французько-індіанській війні 1762 року ця територія перейшла під контроль Великої Британії, а згодом США за Паризьким мирним договором (1783), хоча контроль залишався спірним з корінними племенами до укладення договорів між 1795 і 1842 роками. Територія була частиною більшої Північно-Західної Території; територія Мічиган була організована в 1805 році. Мічиган був прийнятий як 26-й штат 26 січня 1837 року, увійшовши як вільний штат і швидко перетворившись на промисловий і торговий центр, який приваблював європейських іммігрантів, особливо з Фінляндії, Македонії та Нідерландів. У 1930-х роках міграція з Аппалачів і Велика міграція чорношкірих жителів Півдня ще більше вплинули на формування штату, особливо в метрополітені Детройта.
Мічиган має диверсифіковану економіку з валовим продуктом штату 711,481 млрд доларів США станом на 3 квартал 2024 року, посідаючи 14 місце серед 50 штатів. Хоча штат розвинув диверсифіковану економіку, на початку 20 століття він став широко відомим як центр автомобільної промисловості США, яка розвивалася як основна національна економічна сила. Тут розташовані три найбільші автомобільні компанії країни (штаб-квартири яких знаходяться в метрополіїї Детройта). Колись Верхній півострів використовувався для лісозаготівлі та видобутку корисних копалин, але сьогодні малонаселений Верхній півострів є важливим для туризму через велику кількість природних ресурсів. Нижній півострів є центром обробної промисловості, лісового господарства, сільського господарства, сфери послуг та високотехнологічної промисловості.

## Географія
Великі озера: (Верхнє, Гурон), Мічиган, Ері.
Річки: Каламазо, Гранд, Сент-Джозеф, Мускегон.
Понад 50 % вкрито лісами. національний парк Острів Роял.

## Мовний склад населення (2010)[4]
| Мови                | Частка людей старше 5 років, % |
| ------------------- | ------------------------------ |
| Англійська          | 91,11                          |
| Іспанська           | 2,93                           |
| Арабська            | 1,04                           |
| Німецька            | 0,44                           |
| Французька          | 0,31                           |
| Китайська           | 0,31                           |
| Польська            | 0,29                           |
| Сирійська(арабська) | 0,25                           |
| Італійська          | 0,21                           |
| Албанська           | 0,19                           |
| інші                | 2,92                           |

## Економіка
Видобуток руд заліза й міді; у Детройті світових масштабів центр автомобілебудування; машинобудівна, хімічна промисловість, фармацевтична продукція; молочне тваринництво; вирощування збіжжя, кормових трав, фруктових дерев; лісові господарства (на півночі); річковий транспорт (Водний шлях св. Лаврентія).

## Культура
Музей Генрі Форда.

## Історія
Тимчасові пости були зведені французькими дослідниками Брюле, Маркетт, Жолі й Ла-Саль у XVII столітті.
На Су-Сен-Марі́ виникли перші поселення; на місці сьогоднішнього Детройта — в 1701 році.
Територія перейшла до Королівства Великої Британії в 1763, а до США в 1796, Мічиган став штатом в 1837.

## Відомі люди
Една Фербер, Джеральд Форд, Генрі Форд, Іггі Поп, Дайана Росс, Чарльз Едвард Коглін, Дрю Лармен, Джефф Фінгер, Макджі, Гелен ДеВос.